# Pellamora
Pellamora is een geslacht van weekdieren uit de klasse van de Gastropoda (slakken).

## Soorten
- Pellamora australis (Hedley, 1901)
- Pellamora splendida Golding, 2014